# Crónica de Juan II
La Cronaca di Juan II de Castilla è un'opera di letteratura medievale spagnola, di vari autori e scritta tra il 1406 e il 1454. La scrittura conosce tre momenti della sua preparazione. Le prime due parti sono state scritte da Álvar García de Santa María. La prima parte (scritta nel 1406-1419) comprende la prima metà del regno di Giovanni II di Castiglia, concentrandosi sulla figura del reggente Fernando de Antequera. Il defunto Re Enrico III il Doloroso è presentato come un modello di virtù. Nella seconda parte (scritta tra il 1420 e il 1434), Álvaro de Luna si distingue come protagonista, un vero reale.
Una rifusione effettuata tra il 1435 e il 1454 e attribuita a Pérez de Guzmán racconta la vita e l'opera di Álvaro de Luna, interessandosi in modo particolare alla sua ascesa e alla sua caduta.